# زائفة قطبية جنوبية
زائفة قطبية جنوبية (الاسم العلمي: Pseudomonas antarctica) هي نوع من البكتيريا تتبع جنس الزائفة من فصيلة الزوائف.